# Princesa do Solimões Esporte Clube
Le Princesa do Solimões Esporte Clube est un club brésilien de football basé à Manacapuru dans l'État de l'Amazonas.
Le club joue ses matchs à domicile au Stade olympique municipal Gilberto Mestrinho, surnommé le Gilbertão et doté de 15 000 places.